# Świątynia Paśupatinath w Katmandu
Świątynia Paśupatinath w Katmandu (hindi पशुपतिनाथ मन्दिर, trl. paśupatināth mandir, ang. Pashupathinath Mandir, też Pashupatinath Temple) – hinduistyczna świątynia uważana jest za najświętszą świątynię Śiwy (Paśupatiego) w Nepalu. Hinduistyczne święto Śiwaratri (Noc Śiwy) jest najważniejszą uroczystością obchodzoną w świątyni. Tylko wyznawcom hinduizmu pozwala się na wejście do świątyni. Odwiedzającym, którzy nie są hinduistami, pozwala się patrzeć na świątynię z drugiego brzegu rzeki Bagmati.

## Lokalizacja
Kompleks świątynny usytuowany jest na brzegu rzeki Bagmati we wschodniej części Katmandu, stolicy Nepalu.
Wzdłuż brzegów rzeki Bagmati, koło świątyni leży „Arja Ghat”, miejsce najpowszechniej używane do kremacji zmarłych w Nepalu w dolinie Katmandu. Na zachód od świątyni znajduje się Vasukinath.
Wokół świątyni znajduje się też duży plac. Handlarze sprzedają turystom pamiątki, ale także płótno, farby i przedmioty o znaczeniu religijnym.

## Architektura
Budowa świątyni ma kształt stupy. Dwa dachy zbudowane są z miedzi i pokryte złotem. Świątynia ma cztery główne wejścia, wszystkie pokryte srebrnymi dachami. Przy zachodnich drzwiach stoi posąg ozłoconego Świętego Byka Nandina. Wykonany jest on z czarnego kamienia a jego wysokość, jak i obwód to około 1,8 m.

## Kapłani
Kapłani zwani są Bhattami, a Naczelny Kapłan to Mul, Bhatt lub Raval. Naczelny Kapłan odpowiada tylko przed królem Nepalu i regularnie relacjonuje mu sprawy związane ze świątynią.
Kapłani w tej świątyni pochodzą zawsze z Indii południowych. Niektóre źródła podają, że tę tradycję rozpoczął Adi Śankara w VI wieku n.e., aby zaprzestać składaniu ofiar z ludzi, które odbywały się w tej świątyni. Według innej interpretacji indyjscy kapłani pracują w świątyni Paśupatinath, ponieważ kiedy król umiera, cała populacja Nepalu powinna zaprzestać rozbudowanych praktyk religijnych i wejść w okres żałoby. Jako że należy wiecznie czcić Śiwę, sprowadzono hindusów, aby sprawowali tam praktyki. Jednym z lepiej znanych kapłanów był Raval Padmanabha Shastri Adiga (1927–2005). Rozpoczął karierę jako kapłan w 1955 i w 1967 został Kapłanem Naczelnym. Rozpoczął ruch na rzecz używania funduszy świątynnych do celów ogólnego rozwoju okolicy. Zaprzestał sprawowania funkcji kapłańskich w 1993 i powrócił do swego rodzinnego miasta – Udupi.

## Galeria

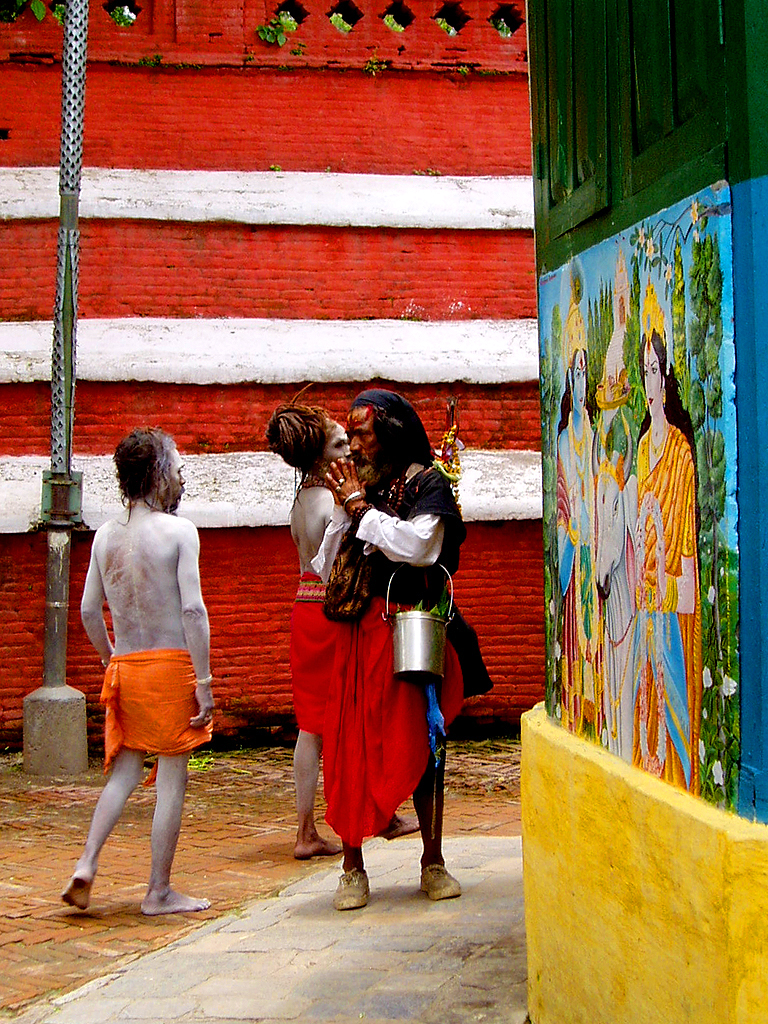
Pielgrzymi
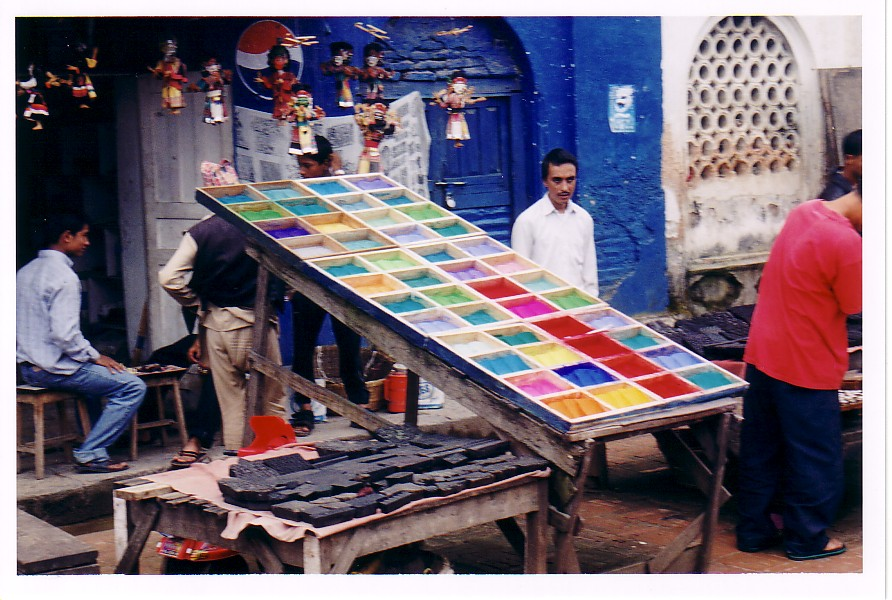
Handel barwnikami
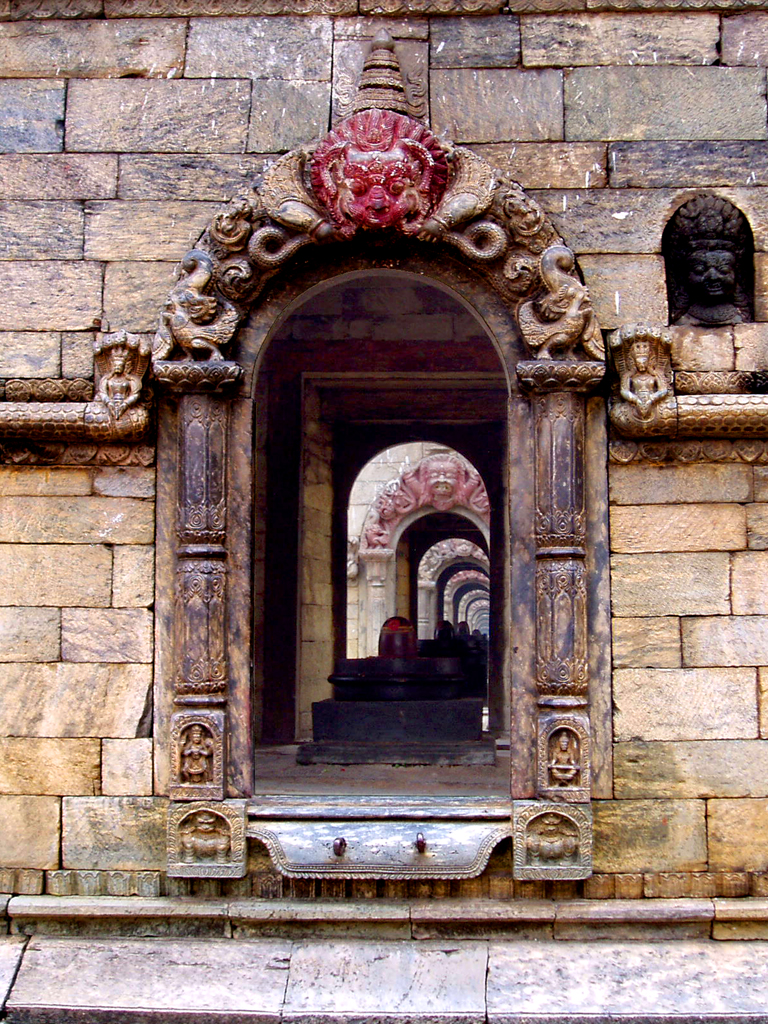
Świątynia Śiwy
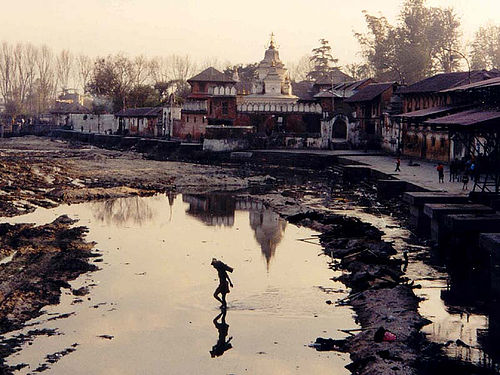
Rzeka Bagmati
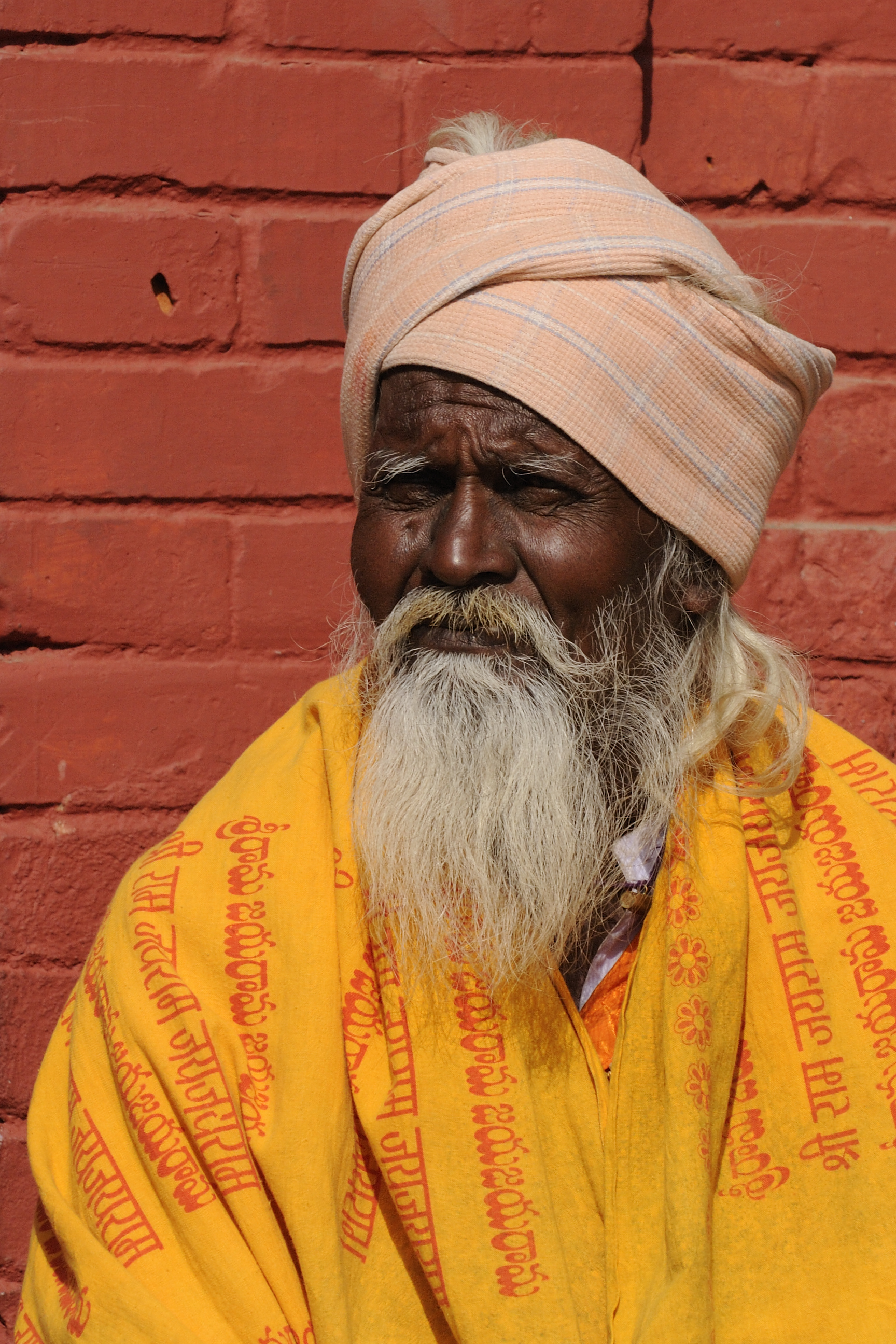
Sadhu w Paśupatinath po nocy Mahaśiwaratri